# Heckler & Koch
Heckler & Koch GmbH — немецкая компания по производству стрелкового оружия, основанная в 1949 году. Один из ведущих поставщиков армии и полиции Германии и других стран мира. Штаб-квартира компании расположена в городе Оберндорф-на-Неккаре, земля Баден-Вюртемберг.
Heckler & Koch GmbH — один из наиболее плодовитых среди современных производителей стрелкового оружия; кроме штурмовых винтовок, пистолетов-пулеметов и пистолетов он выпускает множество моделей пулеметов. Компания выпускает каждую модель в версиях ленточного и магазинного питания и некоторые имеют калибры: НАТО 7,62 мм или 5,56 мм с дальнейшей вариацией последнего: под новый патрон SS109 или старый американский M193.

## История
История фирмы Heckler und Koch начинается в 1949 году. После того, как в 1945 году французскими войсками был уничтожен оружейный завод фирмы Mauser, ведущие инженеры Эдмунд Хеклер (Edmund Heckler) (2 февраля 1906—1960), Теодор Кох (Theodor Koch) (13 мая 1905—1976) и Алекс Зайдель (Alex Seidel) (1909—1989) спасли, что смогли, из-под обломков, и это собственно и было началом основания новой оружейной компании.
В декабре 1949 года фирма Heckler und Koch GmbH была официально зарегистрирована оккупационными властями, однако поначалу основным занятием было не производство оружия, а помощь в восстановлении страны от последствий Второй мировой войны. Фирма выпускала машиностроительное оборудование, швейные машины, измерительное оборудование и многое другое. Ситуация изменилась в 1956 году, когда для вооружения Бундесвера потребовалось новое оружие. Используя наработки фирмы Mauser, инженеры H&K создали винтовку G3, которая пошла на вооружение уже в 1959 году. Система автоматики G3 была позаимствована у одной из разработок фирмы Mauser (полусвободный затвор с роликовым замедлением) и стала в своем роде визитной карточкой множества образцов оружия, выпускаемого под маркой H&K. Винтовка получилась очень удачной, как в плане надежности, так и в плане стоимости, поскольку инженеры H&K вместо дорогой станочной обработки широко использовали штамповку.
В середине 60-х фирма на базе G3 выпускает пистолет-пулемёт MP5, который очень скоро стал одним из самых популярных пистолетов-пулеметов в мире, став на вооружение многих спецслужб различных стран. Модельный ряд серии MP5 расширялся в течение 30 лет и на сегодняшний день MP5 имеет около десятка модификаций, включая модели SD (с интегрированным глушителем) и MP5K (укороченные MP5).
Помимо MP5, на базе G3 также были выпущены снайперские винтовки PSG-1 и MSG-90.
В 60-х годах H&K начала разработку достаточно уникальной штурмовой винтовки G11, которая должна была заменить G3. Уникальность заключалась во-первых, в боеприпасе (использовались безгильзовые патроны калибра 4.7 мм), во-вторых в системе автоматики (при стрельбе с отсечкой по 3 выстрела отдача начинала действовать на стрелка после покидания всеми тремя пулями канала ствола).
К 1990-му году разработка была завершена и G11 начала поступать на вооружение, однако вскоре программа перевооружения была закрыта из-за нехватки финансов вследствие падения берлинской стены и требования НАТО по унификации боеприпасов.
Свертывание программы G11 сильно подорвало финансовое положение фирмы, в результате находившаяся на грани банкротства компания была приобретена британским концерном Royal Ordnance. Heckler & Koch удержалась на плаву благодаря тому, что выполнила заказ британской армии по модернизации винтовок L85A1 от множества имевшихся проблем.
В 2002 г. British Aerospace/Royal Ordnance продала Heckler & Koch частным инвесторам Heckler and Koch Beteiligungs GmbH.
В июле 2003 г. произошло разделение производства на оборонно-вооружейное и спортивно-охотничье. Для ведения бизнеса в новом, гражданском сегменте рынка была основана фирма Heckler & Koch Jagd und Sportwaffen GmbH (HKJS).

## Филиалы и подразделения

### США
Heckler & Koch, Inc. (адреса и точные координаты: 38°53′03″ с. ш. 77°06′01″ з. д. 933 North Kenmore Street, Arlington, VA 22201 — головной офис; 39°03′48″ с. ш. 77°26′57″ з. д. 19980 Highland Vista Drive, Ashburn, VA 20147 — производство) — поскольку одним из обязательных условий конкурсов на закупку различного стрелкового вооружения для вооружённых сил и госструктур США является его изготовление и поставка национальным производителем (строго говоря, компанией-резидентом, уплачивающей налоги от продажи продукции в федеральный бюджет и региональный бюджет штата по месту регистрации и нахождения производственных мощностей), для участия в программах разработки вооружения для перечисленных структур в США был специально создан американский филиал на правах дочерней компании, инкорпорированной по законам штата Виргиния, по месту расположения головного офиса (Арлингтон) и оружейного завода (Ашберн). Поскольку, Вооружённые силы США являются вторыми в мире по численности личного состава на действительной военной службе и третьими по численности сотрудников полицейских структур, американский рынок стрелкового оружия является более приоритетным для компании с точки зрения потенциальной прибыли от продаж, заставляя концентрировать на этом направлении наибольший объём научно-исследовательских и проектно-конструкторских усилий для конкуренции с другими американскими и зарубежными производителями с одной стороны, а с другой для удовлетворения требованиям тактико-технических заданий ВС США.

## Выпускаемая продукция

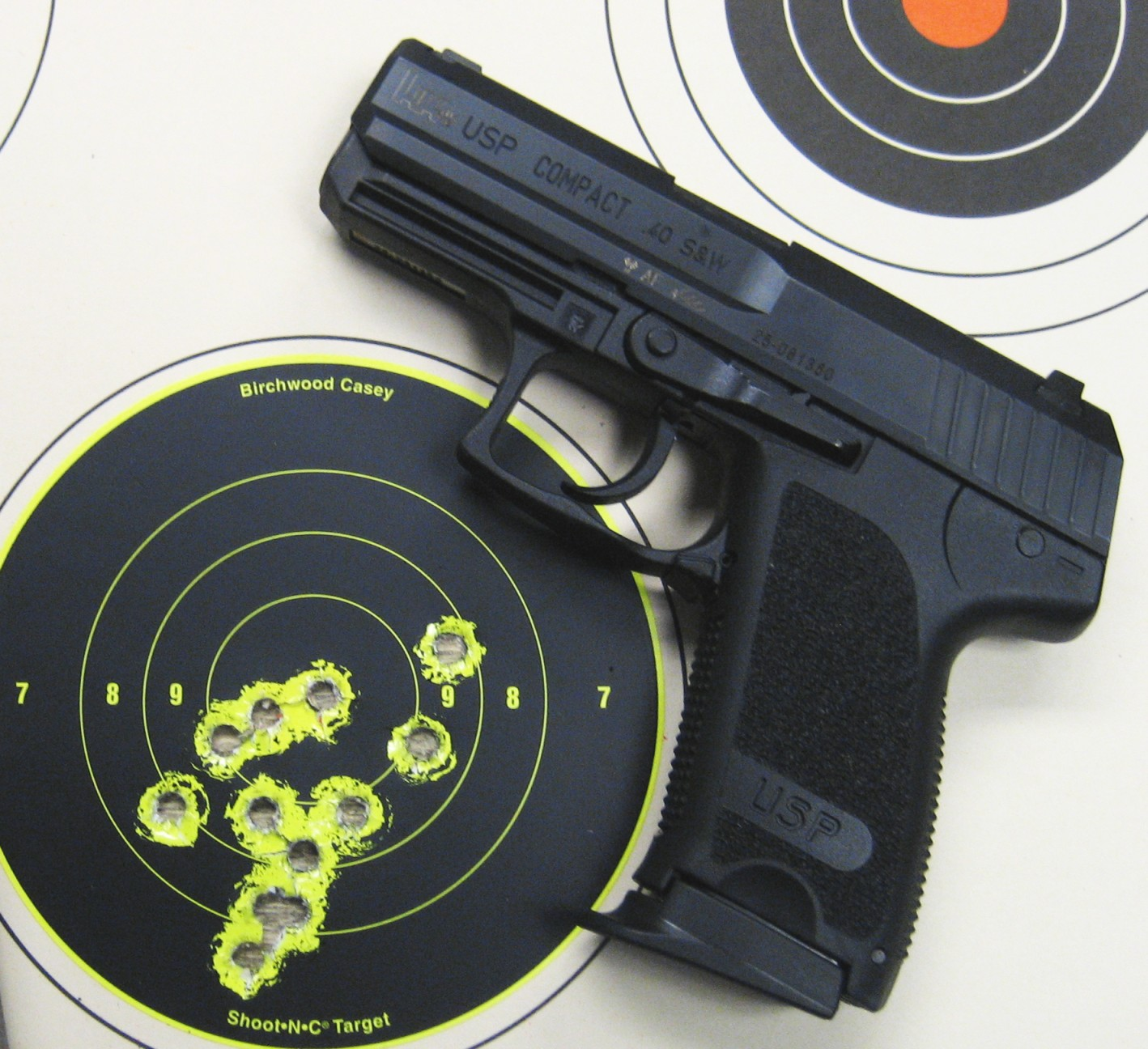
USP Compact, .40S&W

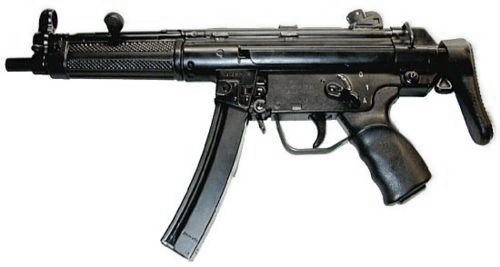
MP5

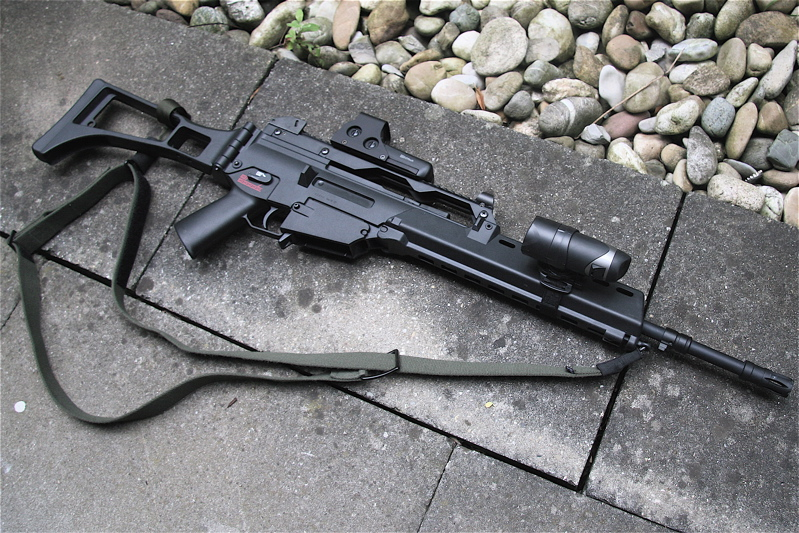
G36 с прицелом EOTech EO-552, магазин отсутствует

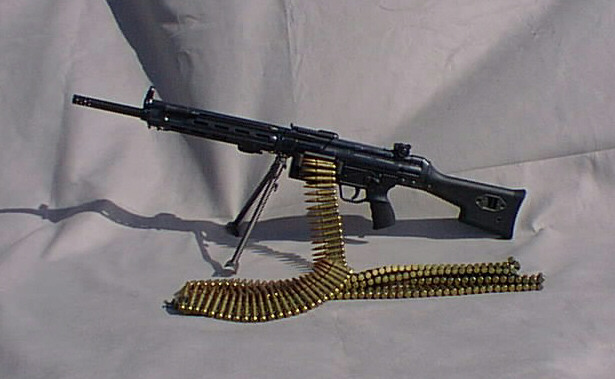
HK21 с ленточным питанием

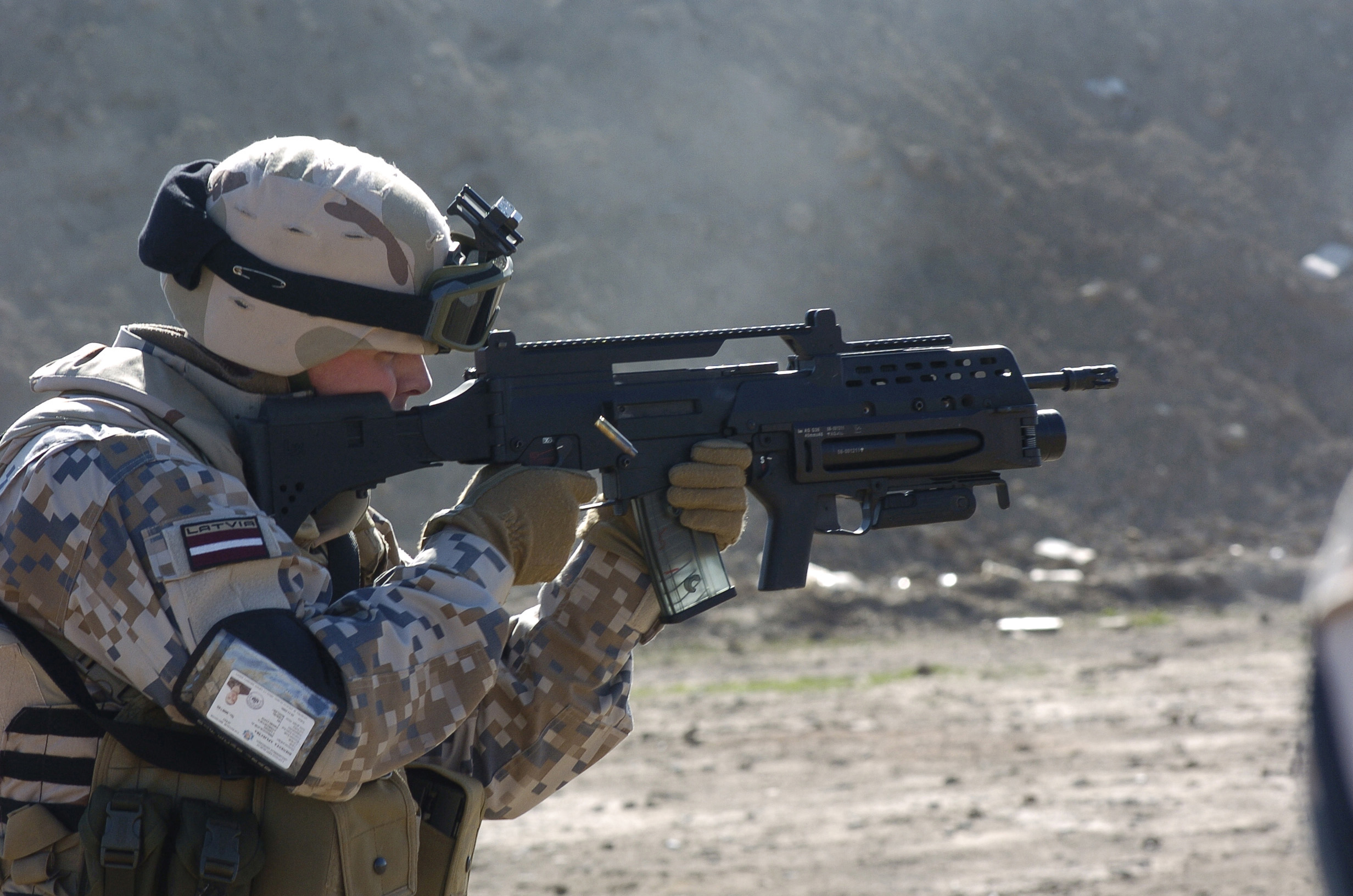
AG36 на штурмовой винтовке G36KV в руках латышского солдата

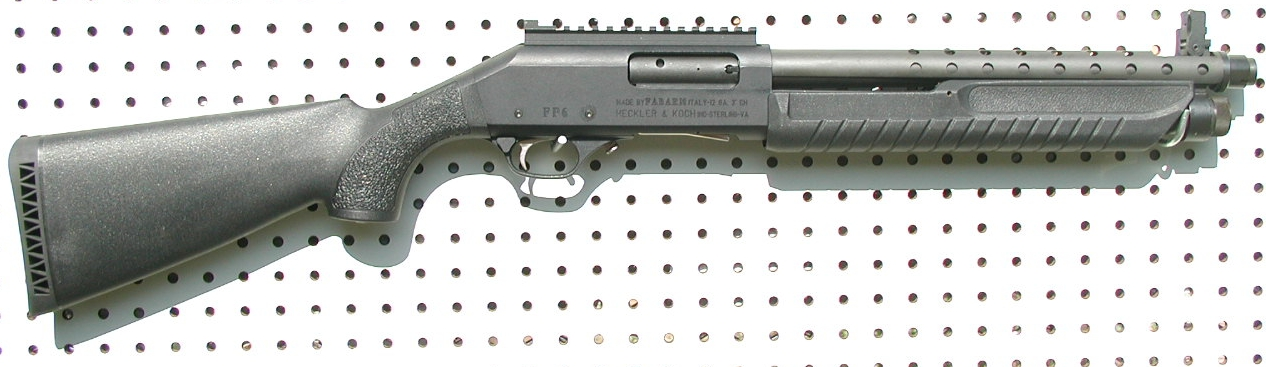
FABARM FP6

## Выпускаемая продукция[1][2]

### Пистолеты
- USP
- MK23
- P7
- P9
- P30
- P2000
- HK4
- VP9
- VP70
- HK45
- HK VP/HK SFP

Прототипы:
- UCP[англ.]

### Пистолеты-пулемёты
- UMP
- MP5
  - MP5 PIP[3] — вариант улучшения дизайна MP5
- MP7
- SMG I & II[4]

Прототипы:
- MP2000[англ.]

### Винтовки
Боевые:
- G3
  - HK32 — версия G3 под советский 7,62×39 мм патрон; не была принята на вооружение ни в одной стране
- G11
- G36
- G41
- HK33
- HK36[англ.]
- HK41
- HK43
- HK416
- HK417
- M27 IAR
- XM8
- XM29 OICW (дизайн и производство совместно с Alliant Techsystems)

Спортивные:
- HK SL6
- HK SL7
- HK SL8

### Карабины
- SLB2000+
- SLB2000 Target

### Пулемёты
- HK21
- MG4
- HK121
- HK221[5]

### Снайперские винтовки
- PSG-1
- MSG-90
- MSG-90А1
- SR9

### Гранатомёты
- AG36
- HK69
- HK79
- AG-C/EGLM[англ.]
- GMG
- M320
- XM25

### Другое
- FABARM FP6[англ.] — помповый дробовик
- HK512[англ.] — полуавтоматический дробовик
- CAWS — прототипный автоматический дробовик
- P11 — подводный пистолет
- EFL[6] — устройство для запуска сигнального огня
- P2A1 — однозарядный сигнальный пистолет